# Villa Camozzi (Ranica)
Villa Camozzi si trova a Ranica in provincia di Bergamo, ed è sede del Centro per le Malattie Rare “Aldo e Cele Daccò".

## Storia
Il palazzo fu edificato tra il 1810 e il 1815 sulla località Ripa in prossimità dei colli, per questo originariamente era chiamata palazzo Ripa, sul terreno di proprietà del nobile Andrea Camozzi de Gherardi e su progetto dell'architetto Simone Elia che aveva già lavorato per il progetto della nuova chiesa dei santi Sette fratelli Martiri. I due figli del nobile e dalla moglie Elisabetta dei conti Vertova, Gabriele e Giovan Battista, diedero il loro personale e importante contributo durante le lotte per l'Unità d'Italia: Gabriele partecipò alla campagna del 1859 e Giovan Battista fu sindaco di Bergamo e senatore del nuovo regno d'Italia.  Per questo tra le sale del palazzo vi è la sala nominata salotto del risorgimento.
Nel 1992 l'edificio fu dedicato dal centro Daccò ad attività di ricerca innovativa e d'avanguardia diventando un importante esempio di riconversione d'immobili storici a moderne attività tecnologiche.
Il palazzo diventato un centro studi dedicato alla riceva di nuove terapie ingegneristiche e di medical imaging, con la presenza di laboratori e ambulatori, con sale dedicate a convegni, congressi e una ricca biblioteca nonché locali atti alla degenza in day hospital.

## Descrizione
Il fronte principale del palazzo si sviluppa su quattro ordini divisi da cornici marcapiano, e si presenta di grandi dimensioni in stile neoclassico. Il primo ordine è in blocchi di pietra fino al piano nobile. Il fronte si presenta su tre sezioni con quella centrale leggermente aggettante con quattro semicolonne in muratura complete di alto basamento e coronate da capitelli ionici che reggono il timpano triangolare. La parte termina con tre grandi statue, una sul culmine del timpano e due laterali. Le sezioni laterali leggermente rientranti sono delimitate da lesene anche queste complete di capitelli ionici. La parte termina con le due sezioni laterali anche queste leggermente rientranti.
Tra il piano nobile e quello della sezione superiore vi sono elementi decorativi a forma circolare e a forma quadrata. Le sezioni laterali della facciata ospitano grandi finestre .
L'interno ospita lo scalone principale e il salone che dalla pianta quadrata si sviluppa a forma ottagonale, e conserva decorazioni a soggetto musicale. L'interno ospita anche una piccola cappella privata completamente decorata. Molte sale della villa mantengono le decorazioni ottocentesche con elementi mitologici e floreali così come era d'uso nelle case patrizie del XIX secolo.